# Ubisoft Anvil
Ubisoft Anvil (do roku 2011 známý jako Scimitar a mezi lety 2012 a 2020 jako AnvilNext) je herní engine vytvořený studiem Ubisoft Montreal a používaný ve videoherní sérii Assassin's Creed a dalších hrách od Ubisoftu. Ubisoft Anvil je jeden z hlavních herních enginů používaných společností Ubisoft spolu s Disrupt, Dunia a Snowdrop.

## Historie
Engine byl původně známý jako Scimitar. Kreativní ředitel studia Ubisoft Montreal Patrice Désilets uvedl, že engine byl pro Assassin's Creed napsán zcela od základů. Engine využíval middleware HumanIK od společnosti Autodesk, který za běhu správně polohoval ruce a nohy postavy při animaci lezení a tlačení. Anvil byl pro Assassin's Creed II vylepšen a zahrnoval plnohodnotný denní a noční cyklus, zvýšenou vzdálenost vykreslování, stejnou technologii vegetace jako ve Far Cry 2, vylepšené osvětlení, odrazy a speciální efekty, nový systém tkanin a nový navigační systém pro umělou inteligenci a NPC. Krátké filmy Assassin's Creed: Lineage, které natočily společnosti Hybride Technologies (postprodukční VFX studio, které získala společnost Ubisoft) a Ubisoft Digital Arts, využily obsah z Anvilu k vytvoření prostředí, ve kterém byli herci natáčeni. Assassin's Creed: Brotherhood a vybrané verze Prince of Persia: The Forgotten Sands běží na vylepšené verzi hry Anvilu. Assassin's Creed: Revelations z roku 2011 byla poslední hrou vyvinutou na první generaci Anvilu.
V roce 2012 byla vydána aktualizovaná verze s názvem AnvilNext, která byla vyvinuta pro Assassin's Creed III a další hry a obsahovala řadu vylepšení. Engine AnvilNext nabízel globální osvětlení a podporu pro nový systém počasí, který umožňuje specifická nastavení počasí a také automaticky se měnící režim, který lze vidět v Assassin's Creed IV: Black Flag. Renderer byl přepracován pro vyšší efektivitu a podporu dalších technik postprocessingu, což umožnilo vykreslit v reálném čase až 2000 NPC postav (ve srovnání s několika stovkami v předchozí verzi Anvilu). AnvilNext přidává technologii z Far Cry 3, v níž byly odstraněny načítací obrazovky při přechodu z cestování po souši na plavbu po moři. Assassin's Creed Rogue z roku 2014 byla poslední hrou, která používala AnvilNext.
AnvilNext 2.0 debutoval v roce 2014 ve hře Assassin's Creed Unity. AnvilNext 2.0 dokázal generovat struktury flexibilním a automatickým způsobem a zároveň dodržovat specifická pravidla a šablony návrhu, což snižovalo množství času a ruční práce potřebné pro umělce a designéry k vytvoření složitého městského prostředí. Specifické památky, jako například katedrála Notre-Dame, byly stále navrhovány ručně, ale nyní je bylo možné vykreslit v poměru téměř 1:1 k jejich skutečnému protějšku. AnvilNext 2.0 také obsahuje vylepšenou umělou inteligenci pro NPC postavy. Engine byl pro hru kompletně přepracován.  Poté, co byla hra Assassin's Creed Unity vydána s několika technickými problémy, Ubisoft provedl opravy a vylepšil engine pro Assassin's Creed Syndicate. AnvilNext 2.0 byl dále vylepšen pro Assassin's Creed Origins a Assassin's Creed Odyssey. Kromě série Assassin's Creed byl AnvilNext 2.0 používán i pro další hry od Ubisoftu, včetně Tom Clancy's Rainbow Six Siege, For Honor, Tom Clancy's Ghost Recon Wildlands, Tom Clancy's Ghost Recon Breakpoint.
Počínaje hrou Assassin's Creed Valhalla z roku 2020 byl engine přejmenován na Ubisoft Anvil. Ubisoft Anvil byl také použit pro Immortals Fenyx Rising, Assassin's Creed Mirage a remake hry Prince of Persia: The Sands of Time. Ubisoft oznámil, že bude pokračovat ve vylepšování a vývoji enginu. Vylepšená verze Anvilu se používá pro Assassin's Creed Shadows, vylepšuje osvětlení, zavádí křehké rekvizity a implementuje nový sezónní systém, který se mění časem.

## Vlastnosti
Engine obdržel řadu významných vylepšení, včetně pokročilého globálního osvětlení, mapování odrazů, volumetrického osvětlení, dynamického počasí a dynamického listí. Pro Assassin's Creed Unity došlo k podobnému vylepšení, přičemž výrazným doplňkem je pokročilá mechanika ovládání s fyzikálně založeným renderováním, které umožňuje materiálům, objektům a povrchům vypadat a reagovat realističtěji na osvětlení, stínování a stíny. Systém globálního osvětlení je navíc nyní realističtější díky přidání volumetrické technologie, fyzikálně řízené objekty reagují realističtěji a tkaniny realisticky přiléhají k hlavní postavě, k prostředí i k ostatním postavám. Svět nyní podporuje rozsáhlejší pevniny, více objektů, větší budovy, interiéry budov, ke kterým lze přistupovat bez načítacích obrazovek, a mnoho dalších doplňků, které vylepšují vizuální přesnost, ponoření do hry a hratelnost.

## Hry používající Ubisoft Anvil

### Scimitar
- Assassin's Creed (2007)
- Prince of Persia (2008)
- Shaun White Snowboarding (2008)

### Anvil
- Assassin's Creed II (2009)
- Prince of Persia: The Forgotten Sands (2010)
- Assassin's Creed: Brotherhood (2010)
- Assassin's Creed: Revelations (2011)
- Tom Clancy's Rainbow 6: Patriots (Zrušena)

### AnvilNext
- Assassin's Creed III (2012)
- Assassin's Creed III: Liberation (2012)
- Assassin's Creed IV: Black Flag (2013)
- Assassin's Creed Freedom Cry (2013)
- Assassin's Creed Rogue (2014)

### AnvilNext 2.0
- Assassin's Creed Unity (2014)
- Assassin's Creed Syndicate (2015)
- Tom Clancy's Rainbow Six Siege (2015)
- Steep (2016)
- For Honor (2017)
- Tom Clancy's Ghost Recon Wildlands (2017)
- Assassin's Creed Origins (2017)
- Assassin's Creed Odyssey (2018)
- Tom Clancy's Ghost Recon Breakpoint (2019)
- Hyper Scape (2020)
- Riders Republic (2021)
- Tom Clancy's Rainbow Six Extraction (2022)

### Ubisoft Anvil
- Assassin's Creed Valhalla (2020)
- Immortals Fenyx Rising (2020)
- Assassin's Creed Mirage (2023)
- Skull and Bones (2024)
- Assassin's Creed Shadows (2025)
- Prince of Persia: The Sands of Time Remake (2026)